# 藤井善助

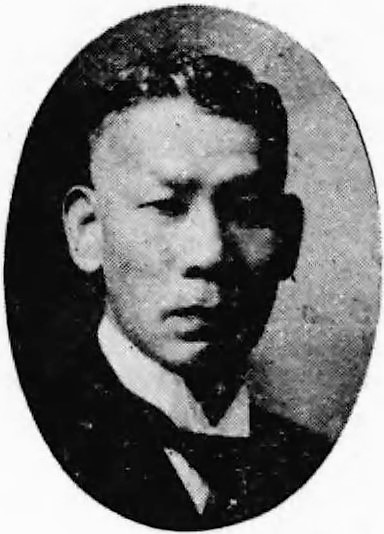
1936年頃の藤井善助

4代 藤井 善助（ふじい ぜんすけ、1873年（明治6年）3月8日 - 1943年（昭和18年）1月14日）は、明治から昭和初期の実業家、政治家、美術品収集家。衆議院議員、滋賀県神崎郡北五個荘村長。前名・善三郎、号・静堂。

## 経歴
滋賀県神崎郡宮荘村（北五個荘村宮荘、五個荘町を経て現東近江市）で、絹織物洋服生地製造販売業・藤井周次（3代善助）の長男として生まれる。1903年（明治36年）7月、家督を相続し善助（4代）に改名した。1887年（明治20年）京都第一商業学校（現京都市立西京高等学校・附属中学校）を卒業し、さらに上海の日清貿易研究所で学んだ。
京都の自店で働いていたが、1901年（明治34年）京都倉庫監査役、大阪金巾製織会社監査役に就任。以後、天満織物、日本共立生命、関西倉庫、湖南鉄道、近江倉庫、大津電車軌道、日新電機、日本メリヤス、琵琶湖ホテルなどの取締役社長を務め、その他、多数の企業で重役となった。
1904年（明治37年）北五個荘村長に就任。滋賀県農会長も務めた。1908年（明治41年）5月の第10回衆議院議員総選挙で滋賀県郡部から憲政本党所属で出馬して初当選。1915年（大正4年）3月の第12回総選挙（立憲国民党）、1917年（大正6年）4月の第13回総選挙（立憲国民党）でも再選され、衆議院議員に通算3期在任した。この間、憲政本党幹事、立憲国民党常議員などを務めた。
その他、育英、社会、司法保護事業にも携わった。また、中国古美術骨董収集家としても知られ、収集品を1926年（大正15年）から自邸内で、その後、藤井斉成会有鄰館を設けて一般に公開した。

## 伝記
- 熊川千代喜『藤井善助伝』熊川千代喜、1932年。

## 親族
- 弟 藤井彦四郎（実業家）[5]